# 윌리 메이스
윌리 하워드 메이스 주니어(Willie Howard Mays Jr., 1931년 5월 6일~2024년 6월 18일), 별명 더 세이 헤이 키드(the Say Hey Kid)라는 이름으로도 잘 알려진 미국 야구 선수이다. 메이저 리그 베이스볼 뉴욕 자이언츠와 자신의 경력을 시작하고, 뉴욕 메츠와 함께 자신의 경력을 끝내러 뉴욕으로 돌아오기 전에 프랜차이즈와 함께 샌프란시스코로 옮겼다. 메이스는 2회 내셔널 리그 최우수 선수(MVP)였으며, 자기 경력 동안 최소한 600개 홈런을 친 야구 역사상 6명 선수 가운데 한 사람이다.
그는 24번 올스타 경기에서 활약하고, 660개 홈런을 쳤으며(자신이 은퇴할 때 사상 3번째), 쿠퍼스타운에서 열린 미국 야구 명예의 전당 일원이며, 1979년 투표의 94.7 퍼센트와 함께 자신의 첫 비밀 투표에 선출되어 왔다.

## 어린 시절
앨라배마주 버밍햄의 외부 웨스트필드에서 태어났다. 메이스의 부모 앤과 윌리 시니어는 그가 3세때 이혼하였고, 그는 주로 자신의 이모 사라에 의하여 자라왔다. 메이스의 부친과 조부는 둘다 야구 선수로 지내왔으며, 이름이 같은 그의 부친은 지방 철강 지대와 함께 니그로 팀을 위한 재능있는 선수였다. 5세의 나이에 메이스는 부친과 함께 캐치볼을 하였고, 10세때 부친의 경기들이 열리는 동안 벤치에 앉아있었다.
그래서 메이스가 자신을 위하여 야구를 하기 전에 오래 끌지 않으며 16세때 준프로 야구를 하였다. 메이스는 학교에서 야구, 농구와 미식축구를 하여 전부 뛰어났다. 1948년 17세의 나이에 그는 버밍햄 블랙 배런스에 가임하여 니그로 리그 월드 시리즈로 이루었다.
당시 자신이 아직 고등학교에 있던 이유로 메이스는 학교의 세월 동안 일요일에만 야구를 하였다. 아직도 그는 메이저 리그 스카우트들의 주의를 끌어들이는 데 충분히 상연을 하였다. 뉴욕 자이언츠는 그가 졸업한 1950년 그의 계약을 매입하여 메이스를 그 트렌턴 제휴 팀으로 지정하였다.

## 프로 경력

### 마이너 리그 경력
메이스는 1950년 트렌턴에서 .353점을 안타하고 1951년 시즌의 시작을 위하여 AAA 미니애폴리스로 진급되었다. 팀과 함께 35개의 경기에서 메이스는 .477점을 안타하고 5월 24일 메이저 리그로 소집하여 메이저 리그 역사상 10번째 아프리카계 미국인 선수가 되었다.

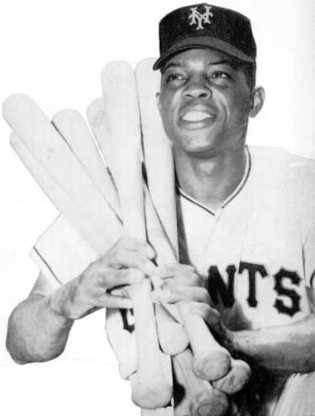
1954년의 메이스

### 뉴욕 자이언츠(1951~57)
메이스는 메이저 리그에서 느린 출발로 떠나 자신의 첫 12개의 타수에서 무안타로 갔다. 자신의 13번째 타수에서 그는 훗날의 명예의 전당 헌액자 워런 스판에 홈런을 쳐 그를 그의 부진의 외부로 바꾸었다. 121개의 경기에서 .274의 타구 평균, 20개의 홈런과 68개의 타점 만을 가짐에 불구하고, 메이스는 1951년 올해의 신인 선수 상을 수상하였다. 그의 팀은 야구 역사상 가장 드라마적 복귀들 중의 하나를 차려 내셔널 리그 페넌트를 위한 플레이오프에서 브루클린 다저스를 꺾은 보비 톰슨의 "Shot Heard Round the World"에서 최고점에 도달하였다. 유명한 홈런이 일어날 때 메이스는 갑판에 있었다.
미국 육군에서 군사 복무로 2년간 중단 후, 메이스는 1954년 야구로 복귀하였다. 그는 .345의 평균과 지독한 41개의 홈런과 함께 안타에서 리그를 이끌어 진행에서 집에 MVP 트로피를 가져갔다.
자이언츠는 월드 시리즈로 가 클리블랜드 인디언스를 4 대 0으로 휩쓸었다. 그 일은 메이스가 야구 역사상 가장 유명한 방어 활약들 중의 하나를 만들어 빅 워츠의 방망이에 맞아 멀리 날은 공을 추적하고, 그러고나서 경기장을 돌아 실행 후 득점을 매김으로부터 주자를 막는 데 공을 내야로 다시 던졌다.
본루와 필드 둘다에서 메이스는 지속적으로 야구가 전에 본적이 없던 것들을 하여 36개의 홈런을 치면서 40개의 도루를 할 때 1956년 30-30 클럽을 창조하였다. 1957년 메이스는 중견수를 위한 처음이자 마지막 골드 글러브 상을 수상하여 자신이 명예를 가질 연속적 12회의 처음이었다. 메이스는 또한 같은 시즌에 20개의 2루타, 3루타, 홈런과 도루를 가지는 데 야구 역사상 겨우 2번째 선수가 되었다.

### 샌프란시스코 자이언츠(1958~72)
1957년 시즌 후, 2개의 뉴욕 내셔널 리그 프랜차이즈들이 서부로 이동하여 다저스가 로스앤젤레스로, 그리고 자이언츠가 샌프란시스코로 갔다. 서부로 이동은 메이스를 천천히 하는 데 아무것도 안했다. 캘리포니아주에서 그 첫 시즌에 메이스는 경력 최고의 .347의 타구 평균을 가지고 단 하나의 홈런에 의하여 자신의 3연속 30 - 30 시즌을 놓쳤다.
1962년 자이언츠는 메이스가 정규 시즌 동안 49개의 홈런을 치고 141개의 득점들에 주자를 진루시키면서 다시 한번 다저스와 동점을 매긴 정규 시즌을 끝냈다. 다시 한번 자이언츠는 3개의 플레이오프를 우승하고, 메이스는 오픈 경기에서 2개의 홈런을 쳤다. 자이언츠는 월드 시리즈의 7개의 경기들에서 뉴욕 양키스에게 패하였다.
1965년 시즌은 메이스의 2번째 MVP 캠페인에 특징을 지었다. 휴스턴 애스트로스의 돈 노트바트를 상대로 9월 13일 자신의 저명한 경력의 500번째를 포함한 경력 사상 52개의 홈런 히트를 쳤다. 시즌 후에 메이스는 야구 전부에서 자신을 가장 높은 샐러리를 벌은 선수로 만든 2년 계약을 맺었다.
1년을 걸러 메이스가 지속적으로 올스타 경기에 이루었어도 그의 생산력은 이어진 6개의 시즌에 서서히 확고하게 쇠퇴하기 시작하였다. 1971년 40세의 나이로 18개의 홈런과 경력 사상 123개의 스트라이크아웃과 함께 .271점 만을 안타하였다.

### 뉴욕 메츠(1972~73)
1972년 시즌의 중반에 자이언츠는 메이스를 뉴욕으로 돌려보내어 그는 찰리 윌리엄스와 5만 달러를 위한 교환에서 뉴욕 메츠에 입단하였다. 자신이 비상근보다 더 많이 활약할 수 없고 가끔 중견수 대신 1루수에 위치되었어도 메이스는 1973년 메츠가 팀의 역사상 2번째 만을 위하여 공식적 이후의 시즌에 도달하는 데 도움을 주었다.
플레이오프에서 메이스는 메츠가 월드 시리즈에서 오클랜드 애슬레틱스에게 패하기 전에 내셔널 리그 챔피언십 시리즈에서 그들이 신시내티 레즈를 꺾으면서 팀을 위하여 3 루 10 타로 갔다. 최종적 경기 후, 메이스는 그만 두기로 결정하여 .302의 경력 타구 평균, 3283개의 안타와 660개의 홈런과 함께 공식적으로 야구에서 은퇴하였다.

## 이후의 경력
은퇴 후, 메이스는 뉴욕 메츠 기구에 남아 1979년 시즌의 말기까지 팀의 타구 강사로서 도움을 주었다.
동년에 미키 맨틀과 더불어 메이스는 뉴저지주 애틀랜틱시티에 있는 볼리스 카지노에서 공공 관계의 직업을 받아들였다. 도박의 연결의 이유로 총장 보위 쿤은 메이스와 맨틀을 야구와 관계된 활동들로부터 추방하였다.
1981년 야구 파업에 불구하고 테리 캐시먼은 메이스, 맨틀과 듀크 스나이더의 그림에 의하여 영감을 받은 노래 "Talkin' Baseball"을 발표하였고 1950년대 야구의 영광적 날들을 상기하였다.
총장 피터 유버로스가 야구로부터 메이스의 추방을 표절한 후, 그는 자이언츠에 전임적 특별 보조인이 되어 25년 동안 지내왔다. 그는 재정적과 의료적 어려움들을 통하여 전 선수들을 돕는 데 봉납된 기구 야구 보조 팀의 조언국에 근무하기도 하였다.

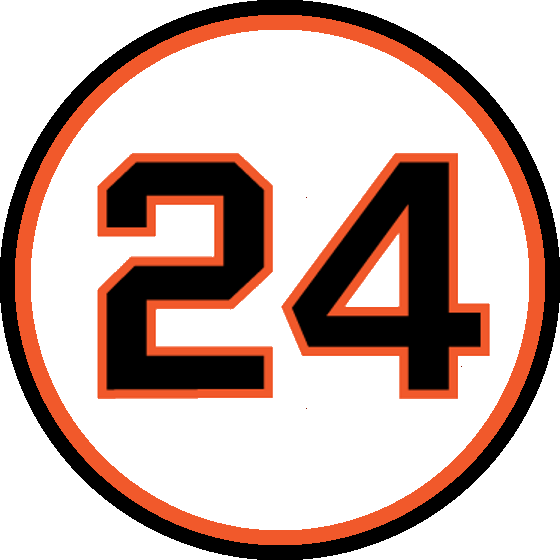
샌프란시스코 자이언츠에 의하여 영구 결번된 메이스의 등번호 24

## 영예
메이스의 등번호 24 저지는 그가 팀을 떠난 동년 1972년 샌프란시스코 자이언츠에 의하여 영구 결번되었다. 메이스의 대자는 샌프란시스코에서 부친 보비가 메이스의 동료 선수이자 가까운 친구였던 강타자 배리 본즈이다. 메이스는 자신의 등번호 저지를 대자에게 입는 데 제공하였으나 본즈는 거절하고 대신 자신의 부친의 등번호 25를 입는 데 선택하였다.
1979년 1월 메이스는 쿠퍼스타운에서 미국 야구 명예의 전당에 헌액되었다. 아무튼 432명의 투표인들 중 23명은 선거를 만장 일치로 만드는 데 알맞은 것을 보지 않았다.
샌프란시스코 자이언츠의 현재 경기장은 윌리 메이스 플라자 24번지에 자리 잡고 있으며, 샌프란시스코에서 매년 5월 24일은 윌리 메이스의 날로서 축제를 벌인다.
메이스는 1999년 스포팅 뉴스의 100명의 거대한 야구 선수들 중에 2위로 왔다. 그의 경력 총 7095개의 외야 수비 척살은 메이저 리그 기록으로 남아있다.
2015년 버락 오바마 대통령에 의하여 대통령 자유 훈장이 수여되었다.

## 개인 생활
메이스는 1956년 자신의 첫 부인 마게리트 웬델 채프먼과 결혼하다가 1960년대 초반에 이혼하였다. 1959년 그들은 입양아 마이클을 두었다. 메이스는 1971년 메이 루이즈 앨린과 재혼하였다.

## 통산성적
| 경기 | 타석  | 안타 | 2루타 | 3루타 | 홈런 | 득점 | 타점 | 볼넷 | 삼진 | 타율  | 출루율 | 장타율 | OPS   |
| ---- | ----- | ---- | ----- | ----- | ---- | ---- | ---- | ---- | ---- | ----- | ------ | ------ | ----- |
| 2992 | 10881 | 3283 | 523   | 140   | 660  | 2062 | 1903 | 1464 | 1526 | 0,303 | 0,386  | 0,557  | 0,944 |